# Arteria sublingual
La arteria sublingual (TA: arteria sublingualis) es una arteria que se origina en la arteria lingual.

## Ramas
Ramas colaterales:
- Ramos para la glándula sublingual y los músculos hiogloso, geniogloso y geniohioideo.[1]

Ramas terminales:
- Rama superior.[1]
- Rama inferior.[1]

## Trayecto
La arteria sublingual nace en el margen anterior del músculo hiogloso, y discurre hacia delante entre el geniogloso y el milohioideo hasta la glándula sublingual.
Irriga la glándula sublingual y da ramas para el milohioideo y los músculos vecinos, y para la membrana mucosa de la boca y las encías.
Una rama discurre por detrás del hueso alveolar en la sustancia de la encía para anastomosarse con una arteria similar del otro lado; otra perfora el músculo milohioideo y se anastomosa con la rama submandibular de la arteria maxilar externa.

## Distribución
En términos generales se distribuye hacia la glándula sublingual, los lados de la lengua y el suelo de la boca.